# Pamela (sång)
Pamela var en sång med Arvingarna 1997 av Lasse Holm och Ingela Forsman. Den låg på Svensktoppen i åtta veckor under perioden 5 maj-23 juni 1997, med andraplats som högsta placering. Låten kom som bäst tvåa på Sverigetopplistan. Låten är det först låten på albumet Nya spår från 1997. Låten sjungs av Tommy i bandet och handlar om en tjej som heter Pamela som han är kär i. 2011 släppte Mats Bergmans en cover på låten.
Arvingarnas variant var med i TV-serien Tre kronor.

## Listplaceringar
| Lista             | Placering |
| ----------------- | --------- |
| Sverigetopplistan | 2         |

### Fotnoter
1. ↑  https://smdb.kb.se/catalog/id/001512809
2. ↑  ”Svensktoppen”. Svensktoppen. 1 mars 1996. http://sverigesradio.se/Diverse/AppData/Isidor/files/2023/3492.txt. Läst 27 oktober 2012.
3. ↑  http://www.swedishcharts.com/showitem.asp?interpret=Arvingarna&titel=Pamela&cat=s
4. ↑  https://smdb.kb.se/catalog/id/001515304
5. ↑  http://www.arvingarna.nu/Filer/texter/nya_spar/01_pamela.pdf
6. ↑  https://smdb.kb.se/catalog/id/002754113
7. ↑  Michael Nystås (19 november 2002). ”Tio år med Arvingarna blir en mäktig hitparad” (på svenska). Aftonbladet. http://www.aftonbladet.se/nojesbladet/kronikorer/article10321672.ab. Läst 3 juni 2017.
8. ↑  ”Sverigetopplistan - Sveriges Officiella Topplista”. Sverigetopplistan. http://www.sverigetopplistan.se/. Läst 2 juni 2017.